# Vostok 1
Vostok I (russo: BOCTOK) foi a primeira missão do programa espacial soviético Vostok e a primeira missão espacial tripulada da História. A espaçonave foi lançada em 12 de abril de 1961, levando Yuri Gagarin, um cosmonauta e piloto da Força Aérea Soviética, ao espaço.
O voo marcou a primeira vez que um ser humano foi ao espaço exterior e o primeiro voo orbital de uma nave tripulada. Ele consistiu em uma única órbita em torno da Terra, com a duração de 1h46min entre o lançamento e o pouso. Como planejado, após a reentrada Gagarin pousou separadamente da Vostok, sendo ejetado da nave a cerca de 7 000 metros de altitude, descendo de paraquedas na província de Saratov, Rússia.
A Vostok I foi projetada e construída por Sergei Korolev, cientista-chefe da OKB-1, grupo de design espacial soviético, sob a supervisão de Kerim Kerimov, general e um dos fundadores do programa espacial. Devido ao segredo mantido na época pela União Soviética sobre seu programa espacial, detalhes da missão só vieram a público muitos anos depois. Na época, o governo havia preparado três comunicados diferentes à imprensa, um para o sucesso e dois para o fracasso.

## Tripulação
| Posição | Cosmonauta   |
| ------- | ------------ |
| Piloto  | Yuri Gagarin |

## Parâmetros da missão
- Massa: 4 725 kg
- Perigeu: 169 km
- Apogeu: 327 km
- Inclinação: 64,9°
- Período orbital: 24,34 min

## Antecedentes
Em 1957, os soviéticos haviam colocado em órbita o primeiro satélite artificial do mundo, o Sputnik 1, dando início à chamada corrida espacial entre a União Soviética e os Estados Unidos. As duas nações queriam desenvolver seus programas espaciais rapidamente e serem a primeira a colocar um homem no espaço.
O programa soviético criado para isso chamou-se Vostok. Antes do lançamento de Gagarin, foram lançadas várias cápsulas não-tripuladas, entre maio de 1960 e março de 1961, para testar e desenvolver o foguete lançador e a espaçonave, ambos com o mesmo nome. Estas missões tiveram níveis variados de sucessos e fracassos, mas particularmente, o grande sucesso das duas últimas, Korabl-Sputnik-4 e Korabl-Sputnik-5, abriram caminho para o lançamento de uma cápsula tripulada.

## A nave
A Vostok 1 foi a primeira de uma série de naves Vostok tipo 3KA a voar. Oito delas foram construídas e seis foram ao espaço em voos tripulados. O primeiro com Gagarin em abril de 1961 e o último com Valentina Tereshkova, na Vostok VI, em junho de 1963.
A cápsula tinha um sistema limitado de propulsão, o que fazia com que sua orientação, durante a reentrada na atmosfera após a separação do último estágio dos retrofoguetes, não pudesse ser controlada. Isso significava que ela precisava ser protegida por todos os lados do calor da fricção durante a descida pelas altas camadas da atmosfera, o principal fator de segurança pelo qual ela era esférica (diferente das cápsulas do programa espacial norte-americano Mercury, que eram cônicas). Sua forma permitia que tivesse um máximo volume com um mínimo de exposição da superfície externa.
Algum controle do sistema de navegação de reentrada era possível, deslocando o centro de gravidade da nave pelo deslocamento de equipamento pesado dentro dela, o que dava ao cosmonauta a possibilidade de maiores chances de sobrevivência à força G, viajando em posição praticamente horizontal. Mesmo assim, o tripulante enfrentava forças G do nível 8 e 9.

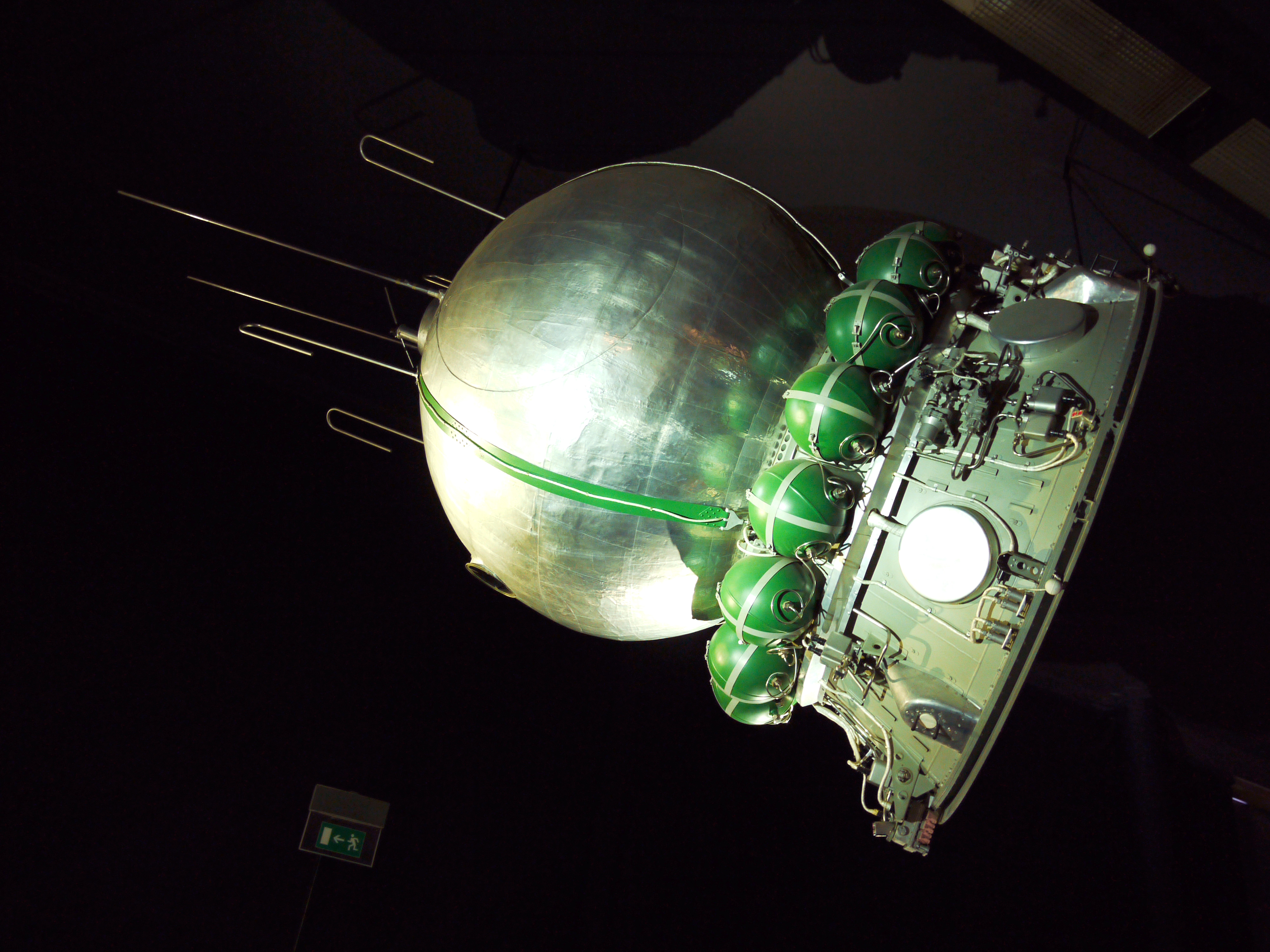
A Vostok I

Suas principais especificações técnicas eram:
- Capacidade de tripulantes - 1
- Comprimento - 5 m
- Diâmetro - 2,3 m
- Massa - 2 460 kg
- Massa do escudo protetor de calor - 837 kg
- Peso do equipamento de recuperação: 151 kg
- Peso da tripulação e mantimentos: 336 kg
- Aceleração da reentrada em trajetória balística - 8G (78 m/s2)
- Ejeção do tripulante - 7 km
- Abertura do paraquedas principal - 2,5 km

## Iuri Gagarin
"Aqui temos seis cosmonautas, cada um pronto para completar um voo. Foi decidido que Gagarin voará primeiro. Outros voarão depois dele... Lhe desejamos sucesso, Yuriy Alekseyevich!”Original (em inglês): “We have here six cosmonauts, each ready to complete a flight. It has been decided that Gagarin will fly first. Others will fly after him . . . We wish you success, Yuriy Alekseyevich!” — Sergei Koroliov  (em inglês)
Projetada para transportar apenas um tripulante, Yuri Gagarin, oficial de 27 anos, foi o escolhido para a missão, entre os cosmonautas selecionados para o programa espacial tripulado. Os dois cosmonautas reservas foram Gherman Titov e Grigori Nelyubov. A escolha foi formalmente anunciada oito dias antes do voo, mas Gagarin era o favorito entre o grupo desde vários meses.
Essa escolha recaía fortemente na opinião de Nikolai Kamanin, chefe do treinamento do grupo de astronautas selecionados, ex-piloto e herói nacional soviético na II Guerra Mundial. Em 5 de abril, poucos dias antes do voo, ele escreveu em seu diário que ainda estava indeciso entre Gagarin e Titov: "a única coisa que ainda me impede de escolher Titov é a necessidade de ter uma pessoa mais forte fisicamente para o voo de um dia". Ele se referia ao voo já programado da Vostok II, em seguida, que teria 24 horas de duração, enquanto a Vostok I faria apenas uma órbita em torno da Terra.
Quando Gagarin e Titov foram informados da decisão numa reunião em 8 de abril, Gagarin ficou muito feliz e Titov desapontado. No dia seguinte, o encontro foi repetido e formalizado em frente às câmeras de TV, sem transmissão pública, com Gagarin aceitando a missão, de maneira a que posteriormente houvesse uma gravação do fato. O nível de segredo era tão grande, que Aleksei Leonov, outro dos candidatos ao posto, só tomou conhecimento de quem seria o primeiro no espaço depois do próprio voo ter começado.
Gagarin foi examinado por uma junta médica antes do voo. Em junho de 2011, um dos doutores deu seu testemunho sobre o momento: Gagarin parecia mais pálido que o normal. Ele estava pouco social e calado, o que não era o seu normal. Apenas respondia as perguntas feitas com curtos "sim" ou movimentos de cabeça. Em alguns momentos começava a cantarolar baixinho algumas melodias. Era um Gagarin diferente. Depois do exame o abraçamos e eu lhe disse: "Yuri, tudo vai correr bem". Ele bateu a cabeça de volta.

## Preparativos
Ao contrário de missões Vostok posteriores, não havia navios soviéticos em diversos pontos do globo preparados para seguir e receber os sinais da espaçonave durante sua órbita ao redor da Terra. Ao invés disso, o voo contou com uma rede de estações terrestres, chamadas de Pontos de Comando, preparados para a comunicação com a Vostok no espaço, mas todos localizados dentro do território da União Soviética.
Por causa de restrições quanto ao peso da cápsula, a Vostok I não tinha um retrofoguete de reserva. Ela transportava provisões para dez dias, permitindo a sobrevivência de Gagarin a bordo, até que no final deste prazo a cápsula caísse de volta na Terra por inércia, caso o único retrofoguete falhasse.
Toda a missão seria controlada por sistemas automáticos a bordo ou do controle de terra, porque os médicos e cientistas desconheciam ainda se o homem poderia continuar com suas funções vitais e reflexos em perfeita ordem, sendo submetido à falta de gravidade. Assim, os controles manuais do piloto foram travados mas, apesar disso, um envelope com os códigos para destravar estes controles foram colocados a bordo, para o caso de uma emergência. Porém, ao contrário da decisão da Comissão Estatal, Gagarin foi  informado do código 125 antes do voo.

### Pré-lançamento
Na manhã de 11 de abril de 1961, o foguete Vostok-K, com a cápsula Vostok I acoplada em seu cimo, foi transportado por vários quilômetros até a plataforma de lançamento em Baikonur sobre uma grande carreta, em posição horizontal. Com o foguete em posição, Korolev inspecionou o conjunto e, sem encontrar problemas, ele foi colocado na posição vertical de lançamento. Às 10h00 (hora de Moscou), Gagarin e seu reserva Gherman Titov fizeram uma última verificação do plano de voo e foram informados que o lançamento estava marcado para o dia seguinte, às 9h03 (hora de Moscou). Esta hora foi escolhida de maneira a que quando a espaçonave começasse a voar sobre a África, momento em que os retrofoguetes deveriam ser acionados para a reentrada, a iluminação solar estaria na posição ideal para os sensores do sistema de orientação da espaçonave.
Às 18h00, os dois cosmonautas foram instruídos pelos psiquiatras a não comentarem sobre a missão próxima e Gagarin e Titov passaram a noite relaxando escutando música, nadando numa piscina e falando de suas infâncias. Às 21h50, lhes foram oferecidas pílulas para dormir, para que tivessem uma boa noite de sono, mas os dois declinaram. Médicos colocaram sensores nos dois homens para monitorar suas condições durante a noite e acreditaram que os dois dormiram bem. Biógrafos posteriores, entretanto, afirmaram que nenhum dos dois dormiu naquela noite. Sergei Korolev também não dormiu, dominado pela ansiedade pelo lançamento na manhã seguinte.

## Missão
Às 05h30 da manhã de 12 de abril de 1961, Gagarin e Titov acordaram, tomaram café da manhã, vestiram seus trajes espaciais e foram transportados até a plataforma de lançamento. Gagarin entrou na Vostok 1 e às 07h10 o sistema de radiocomunicação da cabine foi ligado. Como ele no interior da cápsula, sua imagem apareceu em todos os televisores do centro de lançamento, enviados por uma câmera a bordo. O lançamento só ocorreria em duas horas, e nesse intervalo ele ficou conversando com o CAPCOM (controlador de voo) da missão, com Korolev, Kamanin e alguns outros.
Depois de uma série de testes e revisões, quarenta minutos depois de Gagarin entrar na Vostok a escotilha da espaçonave foi fechada, mas logo se descobriu que a vedação não estava perfeita, obrigando os técnicos a passarem cerca de uma hora removendo e trocando parafusos até poderem selá-la corretamente. Durante este intervalo, Gagarin pediu que tocassem música pelo rádio da nave. Korolev estava muito nervoso no comando da equipe de lançamento, com dores no peito, e tomou uma pílula para acalmar os nervos e diminuir o batimento cardíaco. Por outro lado, Gagarin estava completamente calmo, com sua pulsação medida em 64 batimentos por minuto pouco antes do lançamento.

### Lançamento[14]
- 06h07 UTC - a Vostok 1 é lançada do Cosmódromo de Baikonur. Pelo rádio, Korolev fala:Estágio  preliminar...intermediário.....principal....lançada! Desejamos a você uma boa viagem, tudo está perfeito. Gagarin respondeu: Vamos embora.
- 06h09 UTC - com dois minutos de voo as quatro seções dos propulsores do foguete preliminar esgotam o combustível e eles se soltam do núcleo da espaçonave.
- 06h10 UTC - o invólucro que cobre a Vostok 1 é liberado e deixa a descoberto a janela aos pés de Gagarin e o sistema de orientação ótica da nave.
- 06h12 UTC - com cinco minutos de voo, o estágio intermediário do foguete esgota o combustível e se destaca da nave, que segue para a órbita após a ignição de seu último foguete propulsor.
- 06h13 UTC - com o último foguete empurrando a Vostok até a órbita, Gagarin transmite:"....o voo continua bem. Eu posso ver a Terra e a visibilidade é boa...posso ver quase tudo...há boa quantidade de espaço vazio visível sob a cobertura de nuvens... continuo voando e tudo está bem."
- 06h14 UTC - o último estágio do foguete continua em funcionamento e a Vostok começa a passar sobre a Rússia central. Gagarin transmite: "... tudo está funcionando bem, todos os sistemas estão funcionando... vamos continuar."
- 06h15 UTC - Com três minutos da ignição do estágio final do foguete, Gagarin transmite: ... Zarya 1, Zarya 1 (o controle de voo em Baikonur)...não posso ouvi-los muito bem mas estou bem. Continuo em voo.... A Vostok começa a sair do alcance de frequência de rádio de Baikonur.

### Órbita
Os controladores de terra só souberam se a nave havia atingido uma órbita estável 25 minutos após o lançamento.
- 06h17 UTC - O estágio final do foguete Vostok desliga-se e dez segundos depois separa-se da Vostok 1 que entra em órbita. Gagarin informa: "..a nave está operando normalmente. Eu posso ver a Terra pelo visor. Tudo corre como planejado." A nave passa sobre a Rússia em direção à Sibéria.

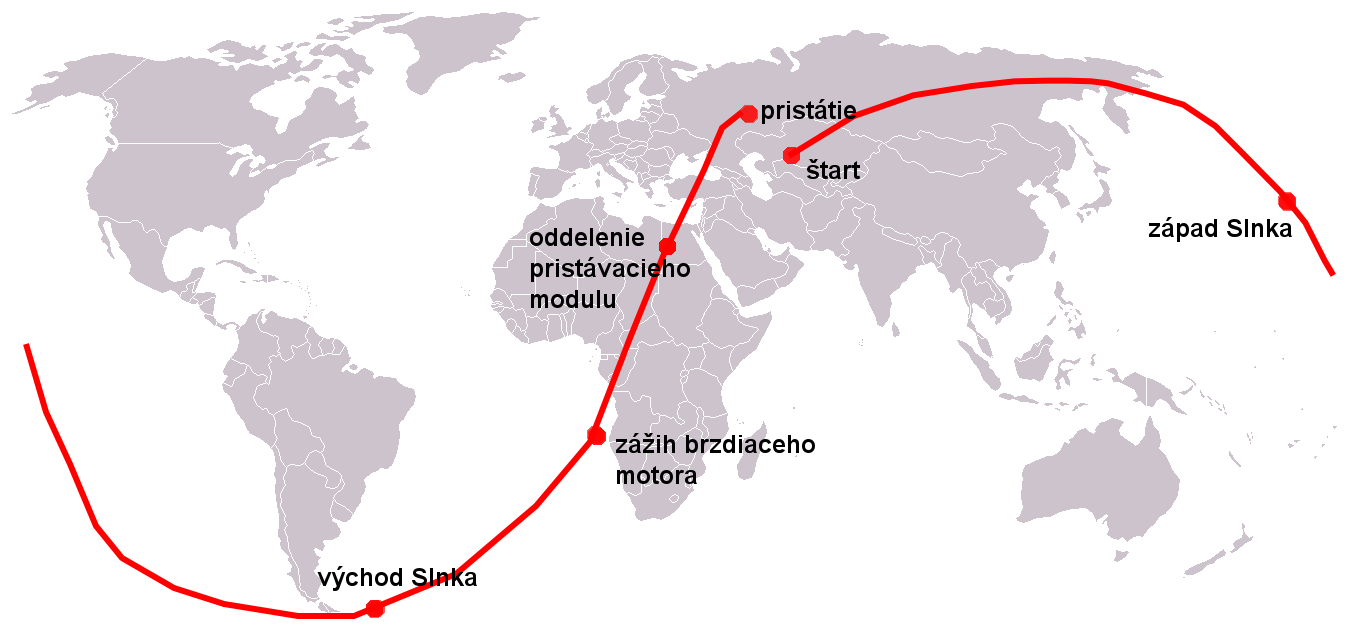
A trajetória da Vostok I e de Yuri Gagarin na órbita em volta da Terra

- 06h21 UTC - Gagarin passa sobre a Península de Kamchatka em direção ao norte do Oceano Pacífico.
- 06h25 UTC - A Vostok começa a cruzar em linha diagonal o Oceano Pacífico, desde Kamchatka até a ponta sudoeste da América do Sul. Gagarin pergunta: "O que vocês podem me dizer sobre o voo? O que podem me dizer?". Ele está querendo informações sobre seus parâmetros orbitais. O controle de terra responde de volta: "Não há instruções do Nº20 (Sergei Korolev) e o voo está transcorrendo normalmente." Eles estão dizendo a Gagarin que não há ainda parâmetros orbitais disponíveis porque o voo em órbita ocorre apenas há seis minutos, mas os sistemas da espaçonave funcionam a contento.
- 06h31 UTC - Gagarin transmite para a estação de Khabarovsk: "Eu me sinto esplêndido, muito bem, muito bem, me deem alguns dados do voo". A estação responde: "Repita, não podemos ouvi-lo muito bem". Gagarin transmite novamente: "Eu me sinto muito bem, me deem seus dados sobre o voo". A Vostok passa do alcance da antena VHF de Khabarovsk e perde o contato.
- 06h37 UTC - a Vostok 1 continua sua jornada enquanto o Sol se põe sobre o Pacífico Norte. Ela entra na noite, a noroeste do Havaí. Fora do alcance das antenas VHF das estações de terra, a comunicação agora é via rádio em frequência HF.
- 06h46 UTC - a estação de Khabarovsk envia a mensagem KK via telégrafo (em rádio HF para a Vostok 1). Ela significa 'Informe o monitoramento dos comandos de bordo'. Eles pedem a Gagarin que informe quando o sistema automático de descida da espaçonave recebeu as instruções do controle de terra. Gagarin responde às 06h48 UTC.
- 06h48 UTC - Gagarin cruza a Linha do Equador em 170º oeste, viajando em direção sudeste e começa a cruzar o Pacífico Sul.
- 06h49 UTC - Gagarin informa que está no lado escuro da Terra.
- 06h51 UTC - Gagarin informa que o sistema de controle de altitude foi ligado. Este sistema é usado pela Vostok 1 para ligar os retrofoguetes.
- 06h53 UTC - a estação de Khabarovsk transmite a Gagarin por rádio em onda HF: "por ordem do nº33 (General Nikolai Kamanin) os transmissores foram ligados e transmitimos isso: o voo está ocorrendo como planejado e a órbita é a calculada". Eles dizem a Gagarin que a órbita está estável e ele recebe mensagem.
- 06h57 UTC - a Vostok 1 está sobre o Pacífico Sul entre a Nova Zelândia e o Chile quando Gagarin transmite a mensagem:"... Continuo em voo e estou sobre a América. Transmiti o sinal "ON".
- 07h00 UTC - A Vostok 1 cruza o Estreito de Magalhães na ponta da América do Sul. As notícias sobre a missão começam a ser difundidas ao mundo pela Rádio Moscou.
- 07h04 UTC - Gagarin envia mensagem sobre o status operacional da espaçonave, mas ela não é recebida pelas estações em terra.
- 07h10 UTC - passando sobre o Oceano Atlântico, o Sol levanta no horizonte e a Vostok 1 entra novamente na luz do dia. Faltam quinze minutos para a ignição dos retrofoguetes.
- 07h13 UTC - Gagarin envia nova mensagem sobre o status da espaçonave. Moscou recebe parte dela: "..ouço vocês bem.. o voo continua normalmente".
- 07h18 UTC - Gagarin envia mensagem sobre o status operacional da espaçonave, mas ela não é recebida pelas estações em terra.
- 07h23 UTC - Gagarin envia mensagem sobre o status operacional da espaçonave, mas ela não é recebida pelas estações em terra.

O sistema automático da nave coloca a Vostok 1 em alinhamento para a ignição dos retrofoguetes, com cerca de 1 hora de voo.

### Reentrada e pouso
Às 07h25 UTC, os sistemas automáticos da nave a trouxeram até a altitude determinada para ligar os retrofoguetes e pouco depois ocorreu a ignição, quando a Vostok se aproximava da costa oeste da África, perto de Angola, a 8 000 km de distância do local do pouso, na Rússia. Os retrofoguetes mantiveram-se ligados por 42 segundos. Dez segundos após a queima de motores, comandos foram enviados da Terra para que o módulo de serviço da Vostok se separasse do módulo de comando (onde fica o cosmonauta), mas os dois continuaram acoplados por um feixe de fios. Dez minutos depois, as duas metades acopladas iniciaram a reentrada e a cápsula com Gagarin começou a sofrer fortes oscilação e a girar no espaço quando se aproximavam do Egito. Neste ponto os fios se quebraram e o módulo de reentrada, livre, estabilizou-se na altitude correta de reentrada. Gagarin telegrafou a mensagem tudo está OK, apesar da Vostok continuar a girar fortemente. Mais tarde, ele declararia que não comunicou o fato por não querer "fazer barulho" e ter calculado que as vibrações e os giros (aparentemente causados pela forma esférica da cápsula) não colocavam a missão em perigo. À medida que descia, Gagarin enfrentou força G 8 mas manteve-se consciente.
Às 07h55 UTC, quando a Vostok encontrava-se ainda a 7 km do solo, a escotilha da nave foi automaticamente aberta e ele ejetado do interior. A 2,5 km do solo, o paraquedas principal da nave abriu-se e ela começou a descer lentamente para o chão. Duas estudantes que viram a nave descendo do céu e pousando descreveram a cena: "Era um enorme bola, com tamanho de dois ou três metros. Ela caiu, bateu no solo, saltou e caiu novamente. Ficou um grande buraco onde ela bateu pela primeira vez". O paraquedas de Gagarin abriu quase ao mesmo tempo que o da Vostok e cerca de dez minutos depois, às 08h05, ele pousou em segurança no solo, cerca de 26 km a sudoeste de Engels, na província de Saratov.
Um fazendeiro e sua filha observaram a estranha cena de uma figura caída do céu de paraquedas, vestida num fosforescente macacão laranja e com um capacete branco na cabeça. Gagarin mais tarde relembrou: "Quando eles me viram no meu traje espacial e com o paraquedas aberto se arrastando ao meu lado enquanto eu caminhava, eles recuaram com medo. Então eu lhes disse, "não tenham medo, eu sou um soviético como vocês, que desceu do espaço e precisa arranjar um telefone para ligar para Moscou".

## Repercussão
A missão da Vostok e o voo de Gagarin foram saudados em todo mundo como uma grande conquista da Humanidade e da União Soviética. Nos Estados Unidos, o governo congratulou oficialmente a URSS por sua conquista. Na imprensa americana, as reações foram diversas. No New York Times, "os sentimentos foram mistos, devido ao medo das implicações militares que um voo espacial poderia provocar na Guerra Fria". Para alguns jornais, "o povo de Washington, Paris, Londres e de todos os lugares, deveria estar dançando nas ruas pela conquista, se não fosse o sentimento de duvidas e suspeitas sobre as intenções da União Soviética". Outros veículos escreveram sobre o medo de que o voo significasse uma vitória da propaganda em benefício do comunismo. O presidente John Kennedy declarou que ainda seria necessário algum tempo até que o país pudesse se igualar à URSS na tecnologia de foguetes e propulsores, e que as próximas notícias ainda seriam piores antes de ser boas. Apesar disso, Kennedy mandou congratulações oficiais ao governo soviético pela "fantástica conquista tecnológica".
Adlai Stevenson, o embaixador dos EUA na Organização das Nações Unidas, declarou, de maneira irônica: "Agora que os cientistas soviéticos foram capazes de mandar um homem ao espaço e trazê-lo de volta vivo, espero que eles também ajudem a reviver e trazer de volta as Nações Unidas," e numa declaração mais séria, insistiu para que as nações criassem urgentemente tratados internacionais sobre o uso pacífico do espaço.

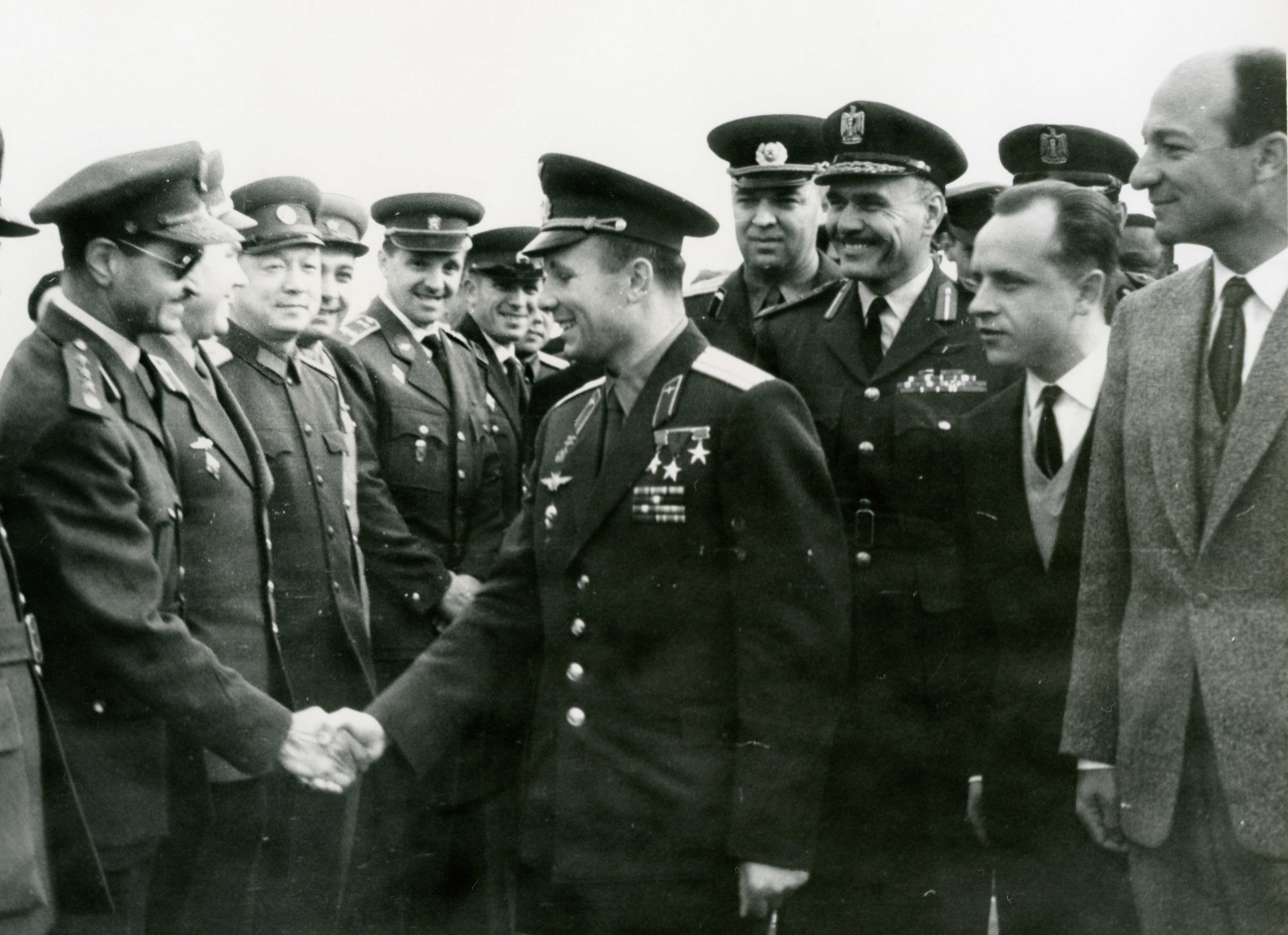
Gagarin é recebido e homenageado no Cairo por militares da Força Aérea do Egito. (1962)

Na Índia, o primeiro-ministro Jawaharlal Nehru elogiou os soviéticos pela "grande vitória do Homem sobre as forças da natureza". No Japão, a imprensa instava a que "tanto os EUA quanto a URSS usassem seus novos conhecimentos tecnológicos em benefício da espécie humana". O Egito expressou esperanças de que a guerra Fria pudesse transformar-se numa "corrida pacífica pelo espaço infinito".
Em outros países ocidentais, a reação foi de cautela com relação ao feito. Na Grã-Bretanha, The Economist expressou receios de que plataformas orbitais pudessem ser usadas para ataques nucleares de surpresa, enquanto o alemão-ocidental Die Welt, argumentava que "os Estados Unidos tinham os recursos tecnológicos para enviar um homem ao espaço antes, mas foram derrotados pela determinação soviética".
Yuri Gagarin tornou-se uma celebridade mundial após o voo da Vostok I. Foi condecorado como Herói da União Soviética pelo governo de Nikita Krushev. e recebido por governos e por multidões nas ruas nas visitas oficiais que fez nos meses seguintes a cidades tanto do Ocidente quanto da Cortina de Ferro, como Londres, Paris, Berlim, Cairo, Estocolmo, Sófia, Varsóvia, Belgrado e até São Paulo e Rio de Janeiro, no Brasil.

## Legado

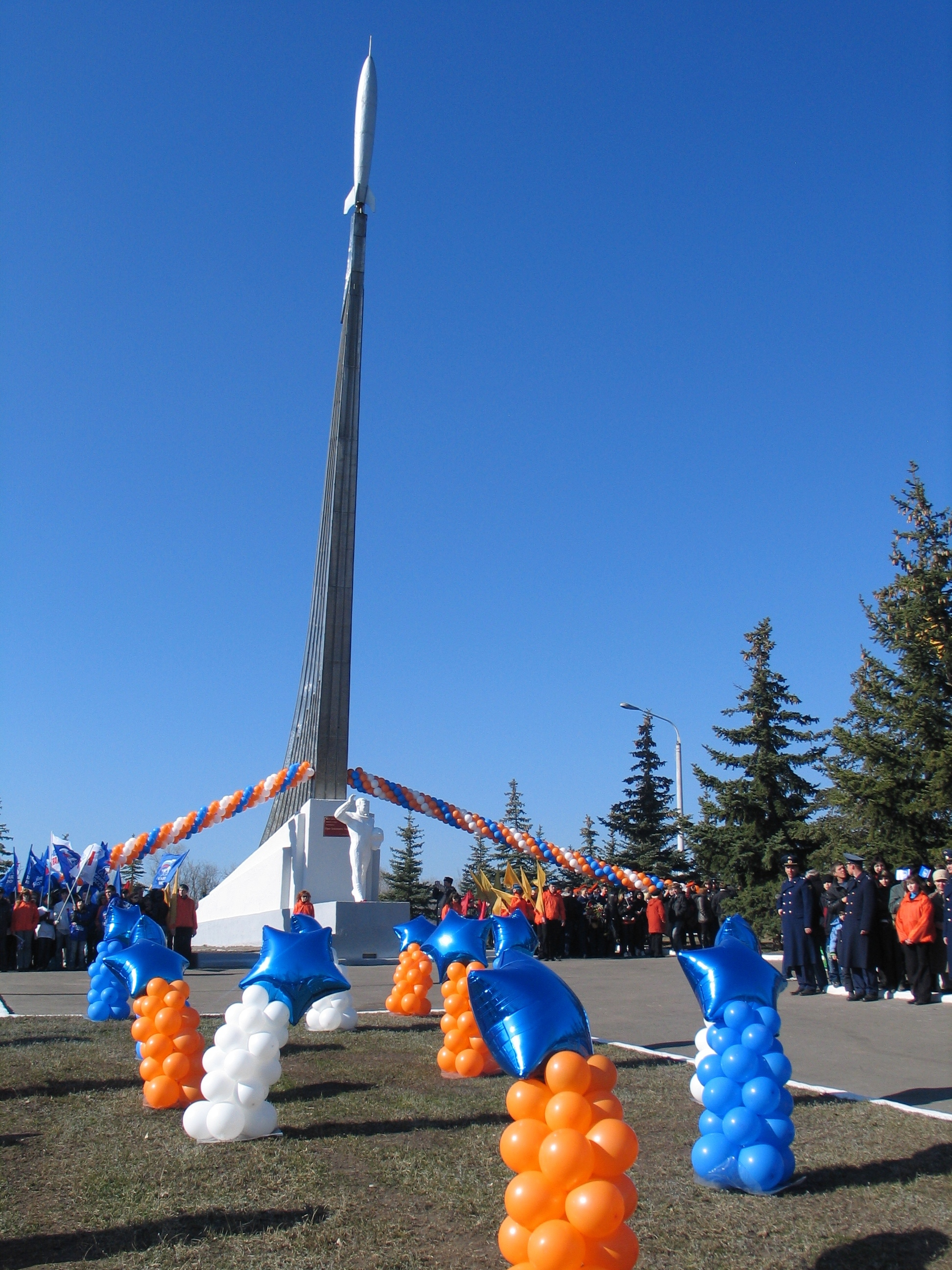
O memorial construído no local de pouso da Vostok I, em Saratov.

O local da aterrissagem da Vostok I é hoje um parque e memorial. Sua figura central é um monumento de 25 m de altura, que consiste numa espaçonave prateada subindo ao espaço sobre uma coluna metálica curva de chamas, partindo de uma base de pedra branca. Na frente dela, há uma estátua branca de Gagarin, com três metros de altura, vestido em traje espacial, com uma mão levantada saudando e outra segurando o capacete.
O módulo de comando e reentrada da espaçonave está hoje em exposição no Museu da RKK Energiya em Korolev, perto de Moscou.
Em 2011, o documentarista britânico Christopher Riley uniu-se ao astronauta italiano Paolo Nespoli, integrante da Expedição 27 na Estação Espacial Internacional, com o objetivo de tentar reproduzir, juntando imagens de arquivo feitas por Gagarin em 1961 e imagens feitas hoje da ISS por Nespoli, o que o soviético teria visto do espaço em seu voo pioneiro. O resultado do trabalho e da montagem das duas filmagens, resultou no documentário First Orbit, disponibilizado na Internet para comemorar o 50º aniversário do primeiro voo espacial humano.
Desde 1962, o dia 12 de abril, dia do voo da Vostok I, é celebrado como Dia da Cosmonáutica, na Rússia.